# Юган Брунстрем
Юган Брунстрем (швед. Johan Brunström; нар. 3 квітня 1980) — колишній шведський тенісист.
Найвищу одиночну позицію світового рейтингу — 377 місце досяг 24 вересня 2007, парну — 31 місце — 22 березня 2010 року.
Здобув 5 парних титулів.
Найвищим досягненням на турнірах Великого шолома було 3 коло в парному та змішаному парному розрядах.
Завершив кар'єру 2017 року.

## Часовий графік результатів
| W | Ф | ПФ | ЧФ | #Р | КТ | К# | DNQ | A | NH |

### Парний розряд
| Турніри Великого шлему                 |       |              |              |              |       |              |              |              |       |       |                              |                              |                              |
| Відкритий чемпіонат Австралії з тенісу |       |              | 3р           | 1р           |       | 1р           | 2р           | 1р           |       | 1р    | 0 / 6                        | 3–6                          | 33%                          |
| Відкритий чемпіонат Франції з тенісу   | 1р    | 2р           | 1р           | 1р           | 1р    | 1р           | 1р           | 1р           |       |       | 0 / 8                        | 1–8                          | 11%                          |
| Вімблдонський турнір                   | 2р    | 2р           | 1р           | 1р           | 2р    | 1р           | 2р           | К1р          | 1р    | 2р    | 0 / 9                        | 5–9                          | 36%                          |
| Відкритий чемпіонат США з тенісу       | 1р    | 1р           | 1р           | 1р           | 1р    | 1р           | 1р           |              |       |       | 0 / 7                        | 0–7                          | 0%                           |
| В-П                                    | 1–3   | 2–3          | 2–4          | 0–4          | 1–3   | 0–4          | 2–4          | 0–2          | 0–1   | 1–2   | 0 / 30                       | 9–30                         | 23%                          |
| Виступи за країну                      |       |              |              |              |       |              |              |              |       |       |                              |                              |                              |
| Літні Олімпійські ігри                 |       | Не проводили | Не проводили | Не проводили | 2р    | Не проводили | Не проводили | Не проводили |       | NH    | 0 / 1                        | 1–1                          | 50%                          |
| Серія Мастерс 1000 Світового Туру ATP  |       |              |              |              |       |              |              |              |       |       |                              |                              |                              |
| Індіан-Веллс                           |       |              | ЧФ           |              |       |              |              |              |       |       | 0 / 1                        | 2–1                          | 67%                          |
| Відкритий чемпіонат Маямі з тенісу     |       | 1р           | 1р           |              |       |              |              |              |       |       | 0 / 2                        | 0–2                          | 0%                           |
| Рим                                    |       |              | 1р           |              |       |              |              |              |       |       | 0 / 1                        | 0–1                          | 0%                           |
| Мадрид                                 |       |              | 1р           |              |       |              |              |              |       |       | 0 / 1                        | 0–1                          | 0%                           |
| Париж                                  |       | 2р           |              |              |       |              |              |              |       |       | 0 / 1                        | 1–1                          | 50%                          |
| В-П                                    | 0–0   | 1–2          | 2–4          | 0–0          | 0–0   | 0–0          | 0–0          | 0–0          | 0–0   | 0–0   | 0 / 6                        | 3–6                          | 33%                          |
| Титули / Фінали                        | 0 / 2 | 0 / 4        | 1 / 2        | 0 / 2        | 0 / 1 | 2 / 5        | 2 / 2        | 0 / 0        | 0 / 1 | 0 / 0 | 5 / 19                       | 5 / 19                       | 5 / 19                       |
| Разом виграшів–поразок                 | 10–10 | 18–21        | 21–26        | 8–17         | 11–18 | 29–16        | 20–19        | 4–14         | 7–13  | 3–9   | 134–165                      | 134–165                      | 45 %                         |
| Рейтинг на кінець року                 | 74    | 42           | 63           | 91           | 71    | 46           | 55           | 112          | 72    |       | Грошова винагорода: $860,455 | Грошова винагорода: $860,455 | Грошова винагорода: $860,455 |

## Фінали турнірів ATP за кар'єру

### Парний розряд: 19 (5–14)
| Легенда                         |
| ------------------------------- |
| Турніри Великого шлема (0–0)    |
| Фінали Світового туру ATP (0–0) |
| Серія Мастерс ATP (0–0)         |
| Серія турнірів ATP (0–0)        |
| Світова серія ATP (5–14)        |

| Фінали за покриттям |
| ------------------- |
| Тверде (3–7)        |
| Ґрунт (2–3)         |
| Трава (0–2)         |
| Килим (0–0)         |

| Фінали за типом корту |
| --------------------- |
| Відкритий корт (3–10) |
| Закритий корт (2–4)   |

| Результат | В-П  | Дата     | Турнір                                          | Рівень           | Покриття | Партнер            | Суперники                          | Рахунок                    |
| --------- | ---- | -------- | ----------------------------------------------- | ---------------- | -------- | ------------------ | ---------------------------------- | -------------------------- |
| Поразка   | 0–1  | Лип 2008 | Swedish Open, Швеція                            | Серія Інтернешнл | Ґрунт    | Жан-Жульєн Роєр    | Йонас Бйоркман Робін Содерлінг     | 2–6, 2–6                   |
| Поразка   | 0–2  | Жов 2008 | Стокгольм, Швеція                               | Серія Інтернешнл | Ґрунт    | Міхаель Рідерстедт | Йонас Бйоркман Кевін Ульєтт        | 1–6, 3–6                   |
| Поразка   | 0–3  | Тра 2009 | Белград, Сербія                                 | Серія 250        | Ґрунт    | Жан-Жульєн Роєр    | Лукаш Кубот Олівер Марах           | 2–6, 6–7(3–7)              |
| Поразка   | 0–4  | Чер 2009 | Rosmalen Grass Court Championships, Нідерланди  | Серія 250        | Трава    | Жан-Жульєн Роєр    | Дік Норман Веслі Муді              | 6–7(3–7), 7–6(7–3), [5–10] |
| Поразка   | 0–5  | Сер 2009 | Відкритий чемпіонат Хорватії з тенісу, Хорватія | Серія 250        | Ґрунт    | Жан-Жульєн Роєр    | Міхал Мертиняк Франтішек Чермак    | 4–6, 4–6                   |
| Поразка   | 0–6  | Вер 2009 | Бухарест, Румунія                               | Серія 250        | Ґрунт    | Жан-Жульєн Роєр    | Міхал Мертиняк Франтішек Чермак    | 2–6, 4–6                   |
| Перемога  | 1–6  | Сер 2010 | Гштад, Швейцарія                                | Серія 250        | Тверде   | Яркко Ніємінен     | Марсело Мело Бруно Соарес          | 6–3, 6–7(4–7), [11–9]      |
| Поразка   | 1–7  | Жов 2010 | Стокгольм, Швеція                               | Серія 250        | Тверде   | Яркко Ніємінен     | Ерік Буторак Жан-Жульєн Роєр       | 3–6, 4–6                   |
| Поразка   | 1–8  | Січ 2011 | Окленд, Нова Зеландія                           | Серія 250        | Тверде   | Стівен Гасс        | Марсель Гранольєрс Томмі Робредо   | 4–6, 6–7(6–8)              |
| Поразка   | 1–9  | Лип 2011 | Ньюпорт, США                                    | Серія 250        | Трава    | Аділ Шамасдін      | Раян Гаррісон Меттью Ебден         | 6–4, 3–6, [5–10]           |
| Поразка   | 1–10 | Вер 2012 | Мец, Франція                                    | Серія 250        | Тверде   | Фредерік Нільсен   | Ніколя Маю Едуар Роже-Васслен      | 6–7(3–7), 4–6              |
| Поразка   | 1–11 | Січ 2013 | Окленд, Нова Зеландія                           | Серія 250        | Тверде   | Фредерік Нільсен   | Колін Флемінг Бруно Соарес         | 6–7(1–7), 6–7(2–7)         |
| Поразка   | 1–12 | Лют 2013 | Монпельє, Франція                               | Серія 250        | Тверде   | Равен Класен       | Марк Жікель Мікаель Льодра         | 3–6, 6–3, [9–11]           |
| Перемога  | 2–12 | Тра 2013 | Ніцца, Франція                                  | Серія 250        | Ґрунт    | Равен Класен       | Хуан Себастьян Кабаль Роберт Фара  | 6–3, 6–2                   |
| Перемога  | 3–12 | Вер 2013 | Мец, Франція                                    | Серія 250        | Тверде   | Равен Класен       | Ніколя Маю Жо-Вілфрід Тсонга       | 6–4, 7–6(7–5)              |
| Поразка   | 3–13 | Вер 2013 | Бангкок, Таїланд                                | Серія 250        | Тверде   | Томаш Беднарек     | Джеймі Маррей Джон Пірс (тенісист) | 3–6, 6–3, [6–10]           |
| Перемога  | 4–13 | Січ 2014 | Maharashtra Open, Індія                         | Серія 250        | Тверде   | Фредерік Нільсен   | Марін Драганя Мате Павич           | 6–2, 4–6, [10–7]           |
| Перемога  | 5–13 | Лип 2014 | Swedish Open, Швеція                            | Серія 250        | Ґрунт    | Ніколас Монро      | Жеремі Шарді Олівер Марах          | 4–6, 7–6(7–5), [10–7]      |
| Поразка   | 5–14 | Сер 2016 | Атланта, США                                    | Серія 250        | Тверде   | Андреас Сільєстрем | Андрес Мольтені Орасіо Себальйос   | 6–7(2–7), 4–6              |

## Фінали ATP Челленджер і ITF Ф'ючерс

### Одиночний розряд: 5 (2–3)
| Легенда              |
| -------------------- |
| ATP Челленджер (0–0) |
| ITF Ф'ючерс (2–3)    |

| Фінали за покриттям |
| ------------------- |
| Тверде (1–2)        |
| Ґрунт (1–1)         |
| Трава (0–0)         |
| Килим (0–0)         |

| Результат | В-П | Дата     | Турнір                  | Рівень  | Покриття | Суперник         | Рахунок            |
| --------- | --- | -------- | ----------------------- | ------- | -------- | ---------------- | ------------------ |
| Поразка   | 0–1 | Лип 2004 | Данія F2, Герсгольм     | Ф'ючерс | Ґрунт    | Андіс Юшка       | 7–6(7–3), 3–6, 5–7 |
| Поразка   | 0–2 | Бер 2006 | США F6, Мак-Аллен       | Ф'ючерс | Тверде   | Бенедікт Дорш    | 6–3, 2–6, 1–6      |
| Поразка   | 0–3 | Вер 2006 | Швеція F5, Гетеборг     | Ф'ючерс | Тверде   | Ервін Елесковіч  | 3–6, 3–6           |
| Перемога  | 1–3 | Жов 2006 | Австралія F11, Мельбурн | Ф'ючерс | Тверде   | Ейлун Джонс      | 6–3, 6–4           |
| Перемога  | 2–3 | Лип 2007 | Норвегія F3, Осло       | Ф'ючерс | Ґрунт    | Фабіо Коланджело | 6–7(5–7), 6–4, 6–3 |

### Парний розряд: 53 (31–22)
| Легенда               |
| --------------------- |
| ATP Челленджер (26–9) |
| ITF Ф'ючерс (5–13)    |

| Фінали за покриттям |
| ------------------- |
| Тверде (17–7)       |
| Ґрунт (13–14)       |
| Трава (0–1)         |
| Килим (1–0)         |

| Результат | В-П   | Дата     | Турнір                        | Рівень     | Покриття | Партнер                 | Суперники                                  | Рахунок                    |
| --------- | ----- | -------- | ----------------------------- | ---------- | -------- | ----------------------- | ------------------------------------------ | -------------------------- |
| Поразка   | 0–1   | Сер 2000 | Литва F1, Вільнюс             | Ф'ючерс    | Ґрунт    | Тобіас Стейнель-Ганссон | Андрей Крачман Марко Ткалець               | 3–6, 2–6                   |
| Перемога  | 1–1   | Сер 2001 | Естонія F1, Пярну             | Ф'ючерс    | Ґрунт    | Йон Вальмарк            | Нікос Ровас Анастасіос Васіліадіс          | 6–2, 6–4                   |
| Поразка   | 1–2   | Чер 2003 | Фінляндія F2, Vierumäki       | Ф'ючерс    | Ґрунт    | Александер Гартман      | Рікард Гольмстрем Ула Юнссон               | 6–7(6–8), 6–4, 3–6         |
| Поразка   | 1–3   | Лип 2004 | Данія F1, Гельсінгер          | Ф'ючерс    | Ґрунт    | Александер Гартман      | Фредерік Нільсен Расмус Нербю              | 3–6, 3–6                   |
| Перемога  | 2–3   | Сер 2004 | Естонія F1, Таллінн           | Ф'ючерс    | Ґрунт    | Александер Гартман      | Барт Бекс Майт Кюннап                      | 7–6(8–6), 7–6(7–3)         |
| Поразка   | 2–4   | Сер 2005 | Литва F2, Вільнюс             | Ф'ючерс    | Ґрунт    | Лаурі Кійскі            | Роландас Мурашка Декел Валтзер             | 3–6, 6–2, 3–6              |
| Поразка   | 2–5   | Вер 2005 | Швеція F1, Гетеборг           | Ф'ючерс    | Тверде   | Александер Гартман      | Рікард Гольмстрем Крістіан Юганссон        | 4–6, 2–6                   |
| Поразка   | 2–6   | Жов 2005 | США F27, Вако                 | Ф'ючерс    | Тверде   | Філіп Столт             | Бенжамін Бекер Джейсон Маршалл             | 3–6, 6–7(4–7)              |
| Перемога  | 3–6   | Січ 2006 | Австрія F1, Зальцбург         | Ф'ючерс    | Килим    | Філіп Столт             | Вернер Ешауер Крістофер Кас                | 6–3, 6–4                   |
| Поразка   | 3–7   | Бер 2006 | США F5, Гарлінген             | Ф'ючерс    | Тверде   | Філіп Столт             | Брендан Еванс Тім Смичек                   | 6–7(4–7), 3–6              |
| Поразка   | 3–8   | Тра 2006 | Чехія F1, Мост                | Ф'ючерс    | Ґрунт    | Даніель Брандс          | Роман Веґелі Лукаш Росол                   | 2–6, 7–5, 6–7(5–7)         |
| Поразка   | 3–9   | Вер 2006 | Швеція F4, Гетеборг           | Ф'ючерс    | Тверде   | Роберт Ґустафссон       | Рікард Гольмстрем Крістіан Юганссон        | 7–6(7–4), 5–7, 2–6         |
| Перемога  | 4–9   | Жов 2006 | Швеція F6, Фалун              | Ф'ючерс    | Тверде   | Маркус Сарстранд        | Даніель Данилович Ервін Елесковіч          | 6–7(8–10), 7–6(7–4), 6–2   |
| Поразка   | 4–10  | Лис 2006 | Австралія F13, Беррі          | Ф'ючерс    | Трава    | Філіп Столт             | Карстен Болл Адам Фіні                     | 6–4, 6–7(2–7), [9–11]      |
| Поразка   | 4–11  | Тра 2007 | Польща F2, Забже              | Ф'ючерс    | Ґрунт    | Філіп Столт             | Андреас Гайдер-Маурер Армін Зандбіхлер     | 6–3, 2–6, 2–6              |
| Поразка   | 4–12  | Чер 2007 | Польща F3, Краків             | Ф'ючерс    | Ґрунт    | Роберт Ґустафссон       | Калле Флюґт Мохаммад Гаріб                 | 4–6, 7–6(8–6), 4–6         |
| Перемога  | 5–12  | Чер 2007 | Польща F4, Кошалін            | Ф'ючерс    | Ґрунт    | Мохаммад Гаріб          | Матеуш Ковальчик Ґжеґож Панфіл             | 6–3, 6–7(5–7), 7–6(7–5)    |
| Перемога  | 6–12  | Лип 2007 | Тольятті, Росія               | Челленджер | Тверде   | Мохаммад Гаріб          | Іван Церович П'єррік Їсерн                 | 7–6(7–4), 4–6, [13–11]     |
| Перемога  | 7–12  | Сер 2007 | Тампере, Фінляндія            | Челленджер | Ґрунт    | Мохаммад Гаріб          | Юкка Когтамяки Міка Пурго                  | 6–2, 7–6(7–5)              |
| Поразка   | 7–13  | Вер 2007 | Швеція F4, Гетеборг           | Ф'ючерс    | Тверде   | Рікард Гольмстрем       | Джошуа Гудолл Том Рашбі                    | 6–7(4–7), 6–4, [11–13]     |
| Перемога  | 8–13  | Бер 2008 | Сараєво, Боснія і Герцеговина | Челленджер | Тверде   | Фредерік Нільсен        | Александер Пея Ловро Зовко                 | 6–4, 7–6(7–4)              |
| Перемога  | 9–13  | Лип 2008 | Кордова, Іспанія              | Челленджер | Тверде   | Жан-Жульєн Роєр         | Джеймс Серретані Дік Норман                | 6–4, 6–3                   |
| Перемога  | 10–13 | Лип 2008 | Познань, Польща               | Челленджер | Ґрунт    | Жан-Жульєн Роєр         | Сантьяго Хіральдо Альберто Мартін          | 4–6, 6–0, [10–6]           |
| Поразка   | 10–14 | Лис 2008 | Пусан, Південна Корея         | Челленджер | Тверде   | Жан-Жульєн Роєр         | Рік де Вуст Ешлі Фішер                     | 2–6, 6–2, [6–10]           |
| Перемога  | 11–14 | Січ 2009 | Iqique, Чилі                  | Челленджер | Ґрунт    | Жан-Жульєн Роєр         | Пабло Куевас Орасіо Себальйос              | 6–3, 6–4                   |
| Поразка   | 11–15 | Кві 2009 | Рим, Італія                   | Челленджер | Ґрунт    | Жан-Жульєн Роєр         | Зімон Гройль Крістофер Кас                 | 6–4, 6–7(2–7), [2–10]      |
| Поразка   | 11–16 | Тра 2009 | Туніс (місто), Туніс          | Челленджер | Ґрунт    | Жан-Жульєн Роєр         | Бріан Дабуль Леонардо Маєр                 | 4–6, 6–7(6–8)              |
| Перемога  | 12–16 | Чер 2009 | Простейов, Чехія              | Челленджер | Ґрунт    | Жан-Жульєн Роєр         | Пабло Куевас Домінік Грбатий               | 6–2, 6–3                   |
| Перемога  | 13–16 | Чер 2009 | Лугано, Швейцарія             | Челленджер | Ґрунт    | Жан-Жульєн Роєр         | Пабло Куевас Серхіо Ройтман                | без гри                    |
| Перемога  | 14–16 | Лип 2009 | Брауншвейг, Німеччина         | Челленджер | Ґрунт    | Жан-Жульєн Роєр         | Бріан Дабуль Ніколас Массу                 | 7–6(7–2), 6–4              |
| Поразка   | 14–17 | Сер 2009 | Сан-Марино, Сан-Марино        | Челленджер | Ґрунт    | Жан-Жульєн Роєр         | Лукас Арнольд Кер Себастьян Прієто         | 6–7(4–7), 6–2, [7–10]      |
| Поразка   | 14–18 | Чер 2010 | Простейов, Чехія              | Челленджер | Ґрунт    | Жан-Жульєн Роєр         | Давід Марреро Марсель Гранольєрс           | 6–3, 4–6, [6–10]           |
| Перемога  | 15–18 | Кві 2011 | Монца, Італія                 | Челленджер | Ґрунт    | Фредерік Нільсен        | Джеймі Дельгадо Джонатан Маррей            | 5–7, 6–2, [10–7]           |
| Перемога  | 16–18 | Сер 2011 | Сеговія, Іспанія              | Челленджер | Тверде   | Фредерік Нільсен        | Ніколя Маю Ловро Зовко                     | 6–2, 3–6, [10–6]           |
| Перемога  | 17–18 | Жов 2011 | Монс, Бельгія                 | Челленджер | Тверде   | Кен Скупскі             | Кенні де Схеппер Едуар Роже-Васслен        | 7–6(7–4), 6–3              |
| Перемога  | 17–18 | Січ 2012 | Гайльбронн, Німеччина         | Челленджер | Тверде   | Фредерік Нільсен        | Трет Г'юї Домінік Інглот                   | 6–3, 3–6, [10–6]           |
| Перемога  | 18–18 | Кві 2012 | Барлетта, Італія              | Челленджер | Ґрунт    | Дік Норман              | Джонатан Маррей Ігор Зеленай               | 6–4, 7–5                   |
| Перемога  | 19–18 | Кві 2012 | Сарасота, США                 | Челленджер | Ґрунт    | Ізак ван дер Мерве      | Андреас Сільєстрем Мартін Еммріх           | 6–4, 6–1                   |
| Перемога  | 20–18 | Лис 2012 | Женева, Швейцарія             | Челленджер | Тверде   | Равен Класен            | Філіпп Маркс Флорін Мерджа                 | 7–6(7–2), 6–7(5–7), [10–5] |
| Перемога  | 21–18 | Січ 2013 | Гайльбронн, Німеччина         | Челленджер | Тверде   | Равен Класен            | Джордан Керр Андреас Сільєстрем            | 6–3, 0–6, [12–10]          |
| Перемога  | 22–18 | Лют 2013 | Кемпер, Франція               | Челленджер | Тверде   | Равен Класен            | Джеймі Дельгадо Кен Скупскі                | 3–6, 6–2, [10–3]           |
| Перемога  | 23–18 | Лис 2014 | Женева, Швейцарія             | Челленджер | Тверде   | Ніколас Монро           | Олівер Марах Філіпп Освальд                | 5–7, 7–5, [10–6]           |
| Перемога  | 24–18 | Лип 2015 | Віннетка, США                 | Челленджер | Тверде   | Ніколас Монро           | Секу Банґура Френк Данцевич                | 4–6, 6–3, [10–8]           |
| Перемога  | 25–18 | Жов 2015 | Тібурон, США                  | Челленджер | Тверде   | Фредерік Нільсен        | Карстен Болл Метт Рейд                     | 7–6(7–2), 6–1              |
| Перемога  | 26–18 | Жов 2015 | Ферфілд, США                  | Челленджер | Тверде   | Фредерік Нільсен        | Карстен Болл Дастін Браун                  | 6–3, 5–7, [10–5]           |
| Перемога  | 27–18 | Лис 2015 | Ноксвілл, США                 | Челленджер | Тверде   | Фредерік Нільсен        | Меттью Сіберґер Секу Банґура               | 6–1, 6–2                   |
| Перемога  | 28–18 | Січ 2016 | Бангкок, Thasiland            | Челленджер | Тверде   | Андреас Сільєстрем      | Геро Кречмер Александер Сачко              | 6–3, 6–4                   |
| Перемога  | 29–18 | Січ 2016 | Маніла, Філіппіни             | Челленджер | Тверде   | Фредерік Нільсен        | Френсіс Кейсі Алькантара Крістофер Рунґкат | 6–2, 6–2                   |
| Перемога  | 30–18 | Кві 2016 | Барлетта, Італія              | Челленджер | Ґрунт    | Андреас Сільєстрем      | Флавіо Чіполла Рожеріу Дутра Сілва         | 0–6, 6–4, [10–8]           |
| Перемога  | 31–18 | Тра 2016 | Бордо, Франція                | Челленджер | Ґрунт    | Андреас Сільєстрем      | Гільєрмо Дюран Максімо Гонсалес            | 6–1, 3–6, [10–4]           |
| Поразка   | 31–19 | Лип 2016 | Бостад, Швеція                | Челленджер | Ґрунт    | Андреас Сільєстрем      | Ісак Арвідссон Фред Сімондссон             | 3–6, 5–7                   |
| Поразка   | 31–20 | Вер 2016 | Щецин, Польща                 | Челленджер | Ґрунт    | Андреас Сільєстрем      | Андре Бегеманн Олександр Бурий             | 6–7(3–7), 7–6(9–7), [4–10] |
| Поразка   | 31–21 | Лис 2016 | Муйрон-ле-Каптіф, Франція     | Челленджер | Тверде   | Андреас Сільєстрем      | Жонатан Ейссерік Едуар Роже-Васслен        | 7–6(7–1), 6–7(3–7), [9–11] |
| Поразка   | 31–22 | Сер 2017 | Б'єлла, Італія                | Челленджер | Ґрунт    | Діно Маркан             | Аттіла Балаж Фабіано де Паула              | 7–5, 4–6, [4–10]           |